# ملیسا سیترینی-بولیو
ملیسا سیترینی-بولیو (فرانسوی: Mélissa Citrini-Beaulieu‎؛ زادهٔ ۱۲ ژوئن ۱۹۹۵) شیرجه‌رو اهل کانادا است.
وی در مسابقات کشوری و بین‌المللی در مجموع برندهٔ ۳ مدال نقره شده‌است.